# Donald J. Stoker
Donald J. Stoker (* 26. August 1964) ist ein US-amerikanischer Militärwissenschaftler.

## Leben
Stoker studierte Englisch am Bainbridge State College in Bainbridge, Georgia (AA 1987) und Geschichte an der Valdosta State University in Valdosta, Georgia (BA 1989, MA 1990). Ein Auslandsaufenthalt führte ihn an die University of Sunderland in 	Sunderland, England. Seinen Ph.D. machte er 1997 in Diplomatie- und Militärgeschichte an der Florida State University in Tallahassee, Florida.
Er lehrte zunächst am Bainbridge State College, an der Florida State University und am Yellowstone Baptist College, bis er 1999 an die Naval Postgraduate School (NPS) in Monterey, Kalifornien kam. 1999 war er Adjunct Lecturer und 2002 Visiting Associate Professor of Strategy and Policy am College of Distance Education des U.S. Naval War College in Newport, Rhode Island. 2002 absolvierte er das Programm Joint Professional Military Education (JPME), Phase I. 2005 wurde er Professor of Strategy and Policy am NPS.
2012 hielt er die Perspectives in Military History Lecture Series am United States Army War College.
Er publizierte in u. a. Military History Quarterly, Naval History und North & South.

## Auszeichnungen
- 2010: Fletcher Pratt Award

## Schriften (Auswahl)
- Britain, France, and the Naval Arms Trade in the Baltic, 1919–1939: Grand Strategy and Failure. Frank Cass Publishers, London 2003, ISBN 0-7146-5319-5.
- (Hrsg. mit Jonathan Grant): Girding for Battle: The Arms Trade in a Global Perspective, 1815–1940. Praeger Press, Westport 2003, ISBN 0-275-97339-5.
- (Hrsg.): Military Advising and Assistance: From Mercenaries to Privatization, 1815–2007. Routledge, London 2008, ISBN 978-0-415-77015-6.
- (Hrsg. mit Frederick Schneid, Harold Blanton): Conscription in the Napoleonic Era: A Revolution in Military Affairs? Routledge, London 2008, ISBN 978-0-415-34999-4.
- (Hrsg. mit Kenneth J. Hagan, Michael McMaster): Strategy in the War for American Independence: A Global Approach. Routledge, London 2010, ISBN 978-0-415-36734-9.
- The Grand Design: Strategy and the U.S. Civil War, 1861–1865. Oxford University Press, New York 2010, ISBN 978-0-19-537305-9.
- Carl von Clausewitz. His Life and Work. Oxford University Press, New York 2014, ISBN 978-0-19-935794-9.